# Kürbissuppe

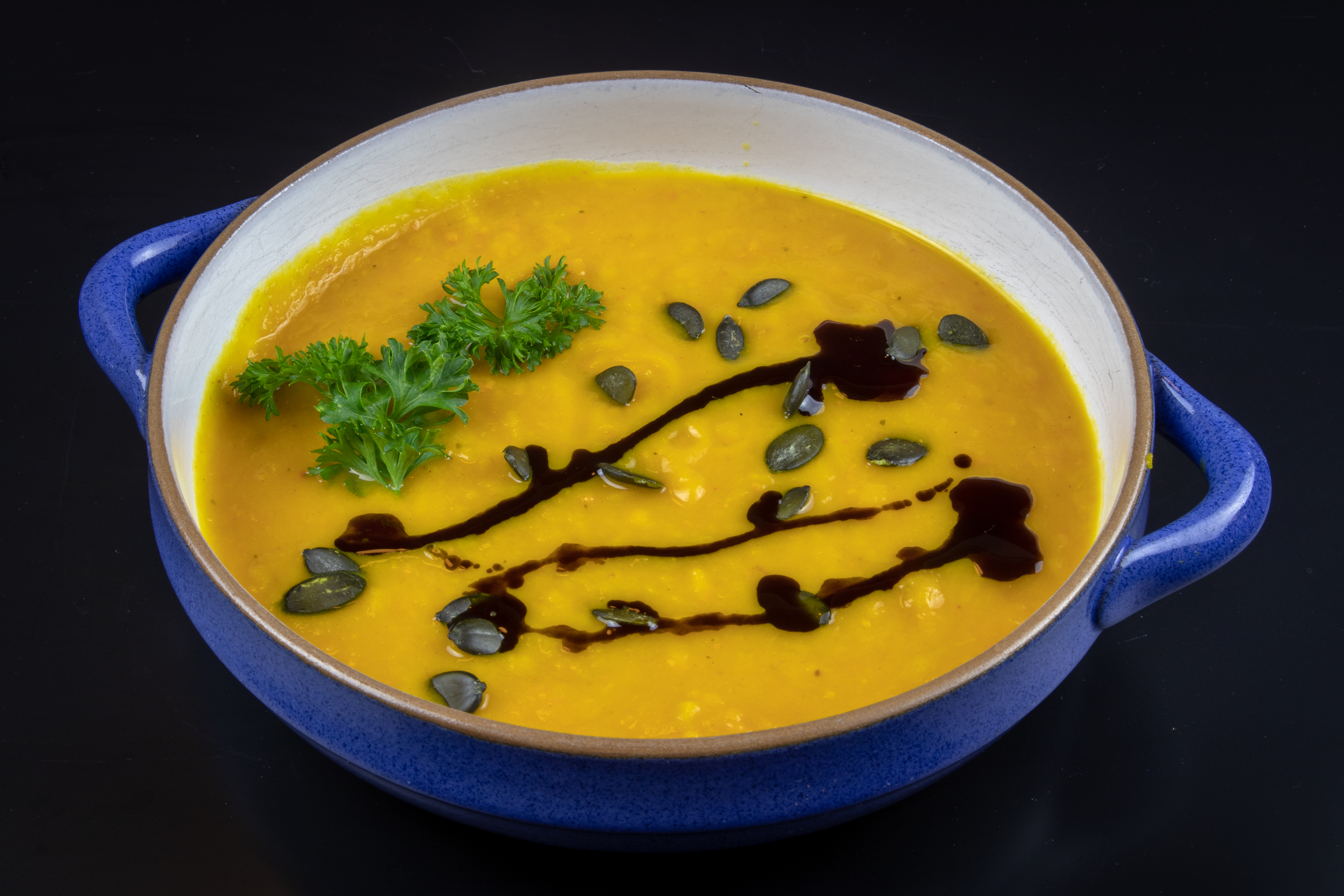
Kürbissuppe mit Kürbiskernen, Kürbiskernöl und Petersilie

Kürbissuppe ist eine meist gebundene Suppe mit Kürbis als Hauptzutat. In Varianten ist sie in vielen europäischen Ländern sowie den USA, anderen Teilen Amerikas und in Australien bekannt.
Obwohl Kürbis als „Gesinde-Kost“ und auch als Schweinefutter verwendet wurde, gehörte Kürbissuppe mindestens seit dem 18. Jahrhundert auch zur bürgerlichen und herrschaftlichen Küche. In Krünitz’ Oeconomischer Encyclopädie werden verschiedene Rezepte erwähnt: eine sättigende Püreesuppe aus gekochtem und zu Mus zerdrücktem Kürbis, Milch oder Mohn, Hirse und Pfeffer, zu der Eierkuchen serviert werden, eine feinere mit Fleischbrühe, Parmesan und gerösteter Petersilie sowie eine „Kürbiß-Potage“ aus in Butter gedünsteten Kürbiswürfeln mit Pfeffer, Kräutern, Milch und aufgekochten Semmelrinden, die zum Schluss mit gerösteten Brotscheiben belegt wird.
Pellegrino Artusi nahm in sein Standardwerk der italienischen Küche von 1891 eine ähnliche Kürbissuppe auf, wie schon Krünitz sie beschrieb: in Fleischbrühe gekochter gelber Kürbis, passiert, ergänzt mit Brühe und blonder Mehlschwitze, mit Parmesan und gerösteten Brotwürfeln serviert. Mit guter Fleischbrühe gemacht sehr erquickend, wie er anmerkte. Der „Kürbis-Potage“ ähnelt ein anderes Rezept aus einem neueren Standardwerk der italienischen Küche: Anstelle von Milch werden Brühe und Sahne verwendet, weitere Zutaten sind Kartoffelwürfel, Zwiebeln und Knoblauch, wieder ergänzt um geröstete Brotwürfel und Hartkäse (Greyerzer).
In einem Kochbuch von 1912 findet sich beispielhaft das im Wesentlichen bis heute gültige Grundrezept, eine gegenüber Krünitz etwas verfeinerte Püreesuppe aus gekochtem, passierten Kürbis mit Milch, Zimt, Zitronenschale, Salz, Zucker und Butter, mit wenig Mehlschwitze oder Eigelb leicht gebunden.
Herings Lexikon der Küche verzeichnet zwei klassische Kürbissuppen – ohne Mehlbindung: als „Kürbissuppe“ (Potage de potiron) eine schlichte Püreesuppe aus in Brühe gekochtem Kürbis, mit Sahne ergänzt und mit Croûtons garniert, sowie als „Kürbis-Orangen-Suppe“ (Velouté de courge à l’orange) aus in Milch gedünstetem Kürbis, püriert, mit Orangensaft als Flüssigkeit, mit Curry, Salz, Zitronensaft und Tabascosauce gewürzt, mit Sahne und Eigelb legiert.
Heute gibt es zahlreiche Varianten, die vor allem die Würzung betreffen. Die Bindung erfolgt meist nur durch den pürierten Kürbis, eventuell von Sahne oder Crème fraîche unterstützt. Als ergänzende Flüssigkeit dienen meist Gemüse-, Geflügel- oder Fleischbrühe, möglicherweise ergänzt um Weißwein, Weinessig oder Zitronensaft. Neben Salz, Pfeffer, Zucker, Zimt und Curry sind heute gern frischer Ingwer, Koriander, Muskat und Chili gängig, auch Zwiebeln und Knoblauch. Aus der Steiermark stammt die Sitte, Kürbissuppe mit etwas Kürbiskernöl, das einen typischen, intensiven Geschmack hat, abzurunden.
Auf Haiti ist die Soup Joumou, eine Kürbissuppe mit Rindernacken als Einlage, das traditionelle Feiertagsgericht am 1. Januar.